# Kom (langue des Grassfields)
Cet article concerne la langue kom parlée au Cameroun. Pour le peuple kom, voir Kom (peuple).
Pour les articles homonymes, voir Kom.
Le kom (ou bamekon, bikom, itangikom, kong, nkom) est une langue des Grassfields du groupe Ring parlée par les Kom au Cameroun, dans la région du Nord-Ouest, au sud du département du Boyo, au sud-est de la ville de Wum, au nord-est de Bamenda, également dans les grands centres urbains. C’est une langue à tons et à classe nominale. 233 000 personnes parlent le kom en 2005.

## Écriture
Le kom est transcrit avec l’alphabet latin, des lettres supplémentaires et les règles orthographiques de l’Alphabet général des langues camerounaises. Un guide orthographique a été publié par l’équipe de SIL International du Cameroun en 1984, et rééditée en 1992.
| Alphabet | Alphabet | Alphabet | Alphabet | Alphabet | Alphabet | Alphabet | Alphabet | Alphabet | Alphabet | Alphabet | Alphabet | Alphabet | Alphabet | Alphabet | Alphabet | Alphabet | Alphabet | Alphabet | Alphabet | Alphabet | Alphabet | Alphabet | Alphabet | Alphabet | Alphabet | Alphabet | Alphabet | Alphabet |
| -------- | -------- | -------- | -------- | -------- | -------- | -------- | -------- | -------- | -------- | -------- | -------- | -------- | -------- | -------- | -------- | -------- | -------- | -------- | -------- | -------- | -------- | -------- | -------- | -------- | -------- | -------- | -------- | -------- |
| A        | Æ        | B        | Ch       | D        | E        | F        | G        | Gh       | I        | Ɨ        | J        | ʼ        | K        | L        | M        | N        | Ny       | Ŋ        | O        | Œ        | S        | T        | U        | Ue       | V        | W        | Y        | Z        |
| a        | æ        | b        | ch       | d        | e        | f        | g        | gh       | i        | ɨ        | j        | ʼ        | k        | l        | m        | n        | ny       | ŋ        | o        | œ        | s        | t        | u        | ue       | v        | w        | y        | z        |

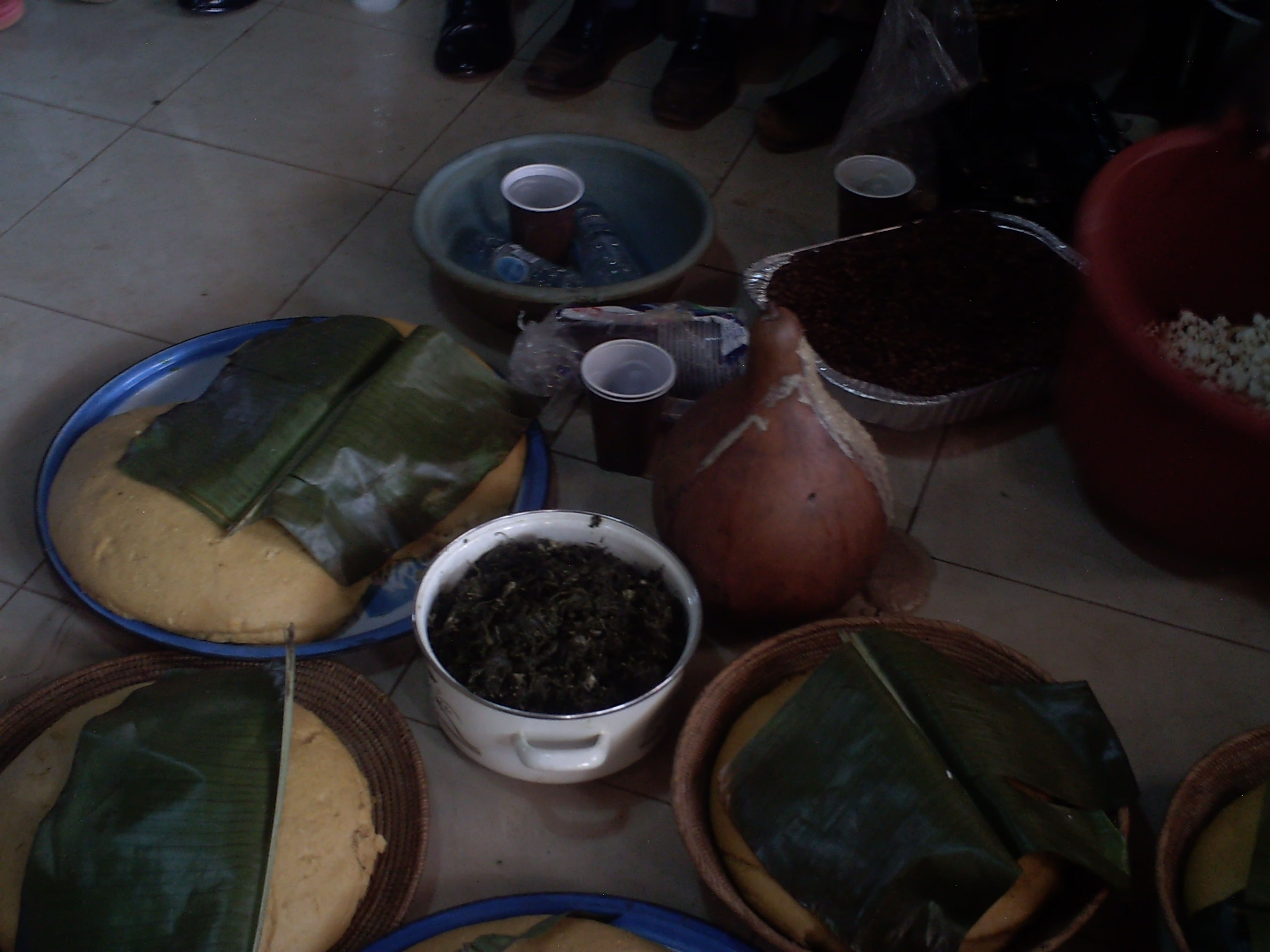
Mets au mariage traditionnel

Le ton haut n’est pas indiqué, seuls les tons tombant et bas sont indiqués dans l’orthographe :
- l’accent circonflexe pour le ton tombant : ‹ â æ̂ ê î ɨ̂ ô œ̂ û › ;
- l’accent grave pour le ton bas : ‹ à æ̀ è ì ɨ̀ ò œ̀ ù ›.